# Svračkovo Selo
Svračkovo Selo – wieś w Chorwacji, w żupanii licko-seńskiej, w gminie Udbina. W 2011 roku liczyła 10 mieszkańców.
Jest położona na Podlapačkim polju.